# Wilhelm Schmidt (Fußballspieler)
Wilhelm Schmidt (* 5. August 1923 in Duisburg), auch Willi Schmidt; Spitzname „Ömmes“, ist ein ehemaliger deutscher Fußballspieler und -trainer, der dem Meidericher SV 13 Jahre lang angehörte.

## Spielerkarriere

### LSV Pütnitz
Schmidt zählte von Sommer 1941 an zur Mannschaft des LSV Pütnitz, einem zur Zeit des Zweiten Weltkriegs existierenden Klubs der Luftwaffe. Für diesen bestritt er in der Gauliga Pommern, in einer von zunächst 16, später auf 23 aufgestockten Gauligen zur Zeit des Nationalsozialismus als einheitlich höchste Spielklasse im Deutschen Reich, in der Abteilung West, Punktspiele.
Als Sieger aus dieser Abteilung hervorgegangen, bestritt er mit der Mannschaft, das nur im Hinspiel ausgetragene Gaumeisterschaftsfinale gegen den SV Viktoria Stolp, dem Sieger der Abteilung Ost, da dieser keine spielfähige Mannschaft stellen konnte und auf das Rückspiel verzichtet hatte. Das am 29. März 1942 in Stolp mit 6:1 gewonnene Finale machte ihn und seine Mannschaft zum Gaumeister Pommern und berechtigte zur Teilnahme an der Qualifikationsrunde für die Endrunde um die Deutsche Meisterschaft. Am 10. Mai 1942 debütierte er in dieser, doch bedeutete die 1:3-Niederlage gegen Blau-Weiß 90 Berlin das direkte Ausscheiden seiner Elf. Im Jahr darauf gelang die Titelverteidigung in Pommern, doch in der nationalen Meisterschaft war das nahe Rügen beheimatete Team dem Berliner SV 1892 erneut bereits in der ersten Runde mit 0:2 unterlegen. Anschließend blieb er Pütnitz bis zur Vereinsauflösung im September 1944 treu. Bis dahin bestritt er für den Verein 1942 drei Spiele, 1943 ein Spiel um den 1935 neu eingeführten Wettbewerb um den Tschammerpokal. Sein Debüt gab er am 19. Juli 1942 beim  2:1-Erstrunden-Sieg beim Stettiner SC, sein einziges Tor erzielte er am 9. August 1942 beim 3:2-Zweitrunden-Sieg über den SV Neufahrwasser mit dem Treffer zum 2:0 in der 30. Minute.

### Meidericher SV
Nach Kriegsende kehrte er in seine Duisburger Heimat zurück und wurde 1946 in den Kader des dort ansässigen Meidericher SV aufgenommen. Schnell konnte er sich einen Stammplatz im Mittelfeld erkämpfen und schaffte mit seinen Teamkollegen 1949 den Aufstieg in die 2. Oberliga West. In dieser fassten die Meidericher schnell Fuß und bereits 1951 gelang die Qualifikation für die Oberliga West, die seinerzeit die höchste Spielklasse im regional begrenzten Ligensystem darstellte. Am 19. August 1951 (1. Spieltag) debütierte er im Alter von bereits 28 Jahren beim 1:1-Unentschieden gegen Preußen Dellbrück auf Erstliganiveau und verpasste die Saison 1951/52 hindurch keine einzige Begegnung. Der bevorzugt auf der linken Mittelfeldseite aufgebotene Schmidt präsentierte sich dabei so stark, dass er Anfang März 1952 an einem viertägigen Lehrgang der A-Nationalmannschaft teilnehmen durfte; zu einem Einsatz unter Sepp Herberger reichte es für ihn letztlich jedoch nicht. Auch die Mannschaft fand in der nachfolgenden Zeit den Anschluss in der Liga und belegte am Saisonende 1952/53 gar den vierten Tabellenrang. Am Saisonende 1954/55 mussten sie dann den Gang in die Zweitklassigkeit antreten, obwohl sie als Fünfzehnter lediglich vier Punkte Rückstand auf den viertplatzierten Borussia Dortmund hatten.
Als Folge des Abstiegs im Jahr 1955 setzten die Verantwortlichen beim MSV auf eine deutliche Verjüngung der Mannschaft und holten einige Talente aus der eigenen Jugend. Dies bedeutete für Schmidt, der bis dahin Stammspieler gewesen war, dass er fortan kaum noch aufgeboten wurde. Einen entsprechend geringen Anteil hatte er am 1956 erreichten direkten Wiederaufstieg in die Oberliga West. Während der Saison 1957/58 glückte dem inzwischen 34-Jährigen für einige Zeit die Rückkehr in die erste Elf, um kurz darauf wieder in die Rolle des Reservisten zurückzufallen. 1958 beendete er nach 118 Oberligapartien, in denen er acht Tore erzielte, sowie 55 Zweitligabegegnungen, in denen er sieben Toren erzielte, seine aktive Fußballerkarriere.

## Trainerkarriere
Unmittelbar nach dem Ende seiner Laufbahn als Aktiver wurde er 1959 beim Meidericher SV als Jugendtrainer weiterbeschäftigt. Wichtige Pionierarbeit leistete er in diesem Zusammenhang bei der 1958 gegründeten zweiten Mannschaft des MSV, die er zur Saison 1968/69 bis in die drittklassige Verbandsliga Niederrhein führte.
Am 14. November 1960 hatte mit Elmar Rösch, seinerzeit Cheftrainer der Oberligamannschaft Meiderichs, einen schweren Verkehrsunfall und war daraufhin vorübergehend arbeitsunfähig. Daher nahm Schmidt für einige Wochen seine Aufgaben wahr und kehrte anschließend wieder in den Jugendbereich zurück. Anfang März 1965 kam es beim mittlerweile der knapp zwei Jahre zuvor gegründeten Bundesliga angehörenden Klub zur Trennung von Trainer Rudi Gutendorf. Schmidt wurde zum zweiten Mal Cheftrainer der Meidericher und saß am 6. März 1965 (23. Spieltag) bei der 2:4-Niederlage im Auswärtsspiel gegen den VfB Stuttgart zum ersten Mal während eines Bundesligaspiels auf der Bank. Sein Amt behielt er lediglich bis zum Ende der auf Rang sieben abgeschlossenen Saison 1964/65. Dem folgten weitere Jahre bei dem 1967 in MSV Duisburg umbenannten Verein, bevor er in den 1970er-Jahren die erste Mannschaft des Duisburger Amateurklubs SV Duissern 1923 trainierte.

## Erfolge
als Spieler
- Gaumeister Pommern 1942, 1943 (mit dem LSV Pütnitz)

Trainer
- Aufstieg in die Verbandsliga Niederrhein (mit dem MSV Duisburg II)